# Diossido di platino
Il diossido di platino, noto anche come catalizzatore di Adams, è il composto chimico di formula PtO2. È un catalizzatore usato in chimica organica per reazioni di idrogenazione e idrogenolisi. Si trova in commercio come polvere di colore marrone scuro. PtO2 non è attivo di per sé come catalizzatore, ma per trattamento con idrogeno si converte in nero di platino, che è il catalizzatore attivo. Esistono anche forme idrate, PtO2·nH2O, che hanno proprietà anfotere. 

## Storia
PtO2 è noto come catalizzatore di Adams in onore di Roger Adams. Prima dell'avvento del catalizzatore di Adams le riduzioni organiche erano condotte usando palladio colloidale, platino colloidale, o nero di platino. I catalizzatori più attivi erano quelli in forma colloidale, ma risultava difficile isolare i prodotti di reazione. Per questo motivo si diffuse sempre più l'uso del nero di platino. Come disse Adams:

## Sintesi
Il catalizzatore di Adams viene preparato per fusione con sodio nitrato a partire da acido cloroplatinico, H2PtCl6, o da esacloroplatinato d'ammonio, (NH4)2PtCl6. La prima sintesi fu pubblicata nel 1922 da Voorhees e Adams. La procedura consiste nel preparare dapprima un nitrato di platino, e poi riscaldarlo per eliminare ossidi di azoto.
{\displaystyle {\ce {H2PtCl6 + 6NaNO3 -> Pt(NO3)4 + 6NaCl + 2HNO3}}}
{\displaystyle {\ce {Pt(NO3)4 -> PtO2 + 4NO2 + O2}}}
Il precipitato marrone formato viene lavato con acqua per eliminare i nitrati residui. Il catalizzatore può essere utilizzato in questa forma o seccato e conservato in essiccatore per un uso successivo. Il platino contenuto nel catalizzatore esaurito può essere recuperato per trattamento con acqua regia e poi ammoniaca; si ottiene così  (NH4)2PtCl6.

## Struttura
|                                                     |                                                    |
| Struttura cristallina alpha del diossido di platino | Struttura cristallina beta del diossido di platino |

## Reattività
PtO2 è l'unico ossido stabile del platino. La forma idrata, PtO2·nH2O, è anfotera e si scioglie in soluzione alcalina bollente formando la specie [Pt(OH)6]2−. Per disidratazione si forma PtO2, ma con parziale decomposizione. Sopra i 650 °C si decompone a platino metallico.

## Usi
Il catalizzatore di Adams è usato per molte applicazioni. Ha dimostrato di essere importante per reazioni di idrogenazione, idrogenolisi, deidrogenazione e ossidazione. Durante la reazione si forma platino metallico (nella forma detta nero di platino) ed è questa specie che è considerata il vero catalizzatore. Sugli alchini l'idrogenazione avviene con stereochimica syn formando cis-alcheni. Alcune importanti trasformazioni sono l'idrogenazione di nitrocomposti per formare amine, e quella dei chetoni per formare alcoli. 